# Edward Piszcz
Edward Piszcz (ur. 3 sierpnia 1908, zm. 7 lipca 1942) – dziennikarz, działacz społeczno-polityczny.

## Życiorys

### Życie rodzinne i wykształcenie
Edward Piszcz urodził się w Pleszewie, a jego rodzicami byli Stefana Piszcz, prawnik oraz Franciszka z domu Jeziorkowska. Od 1936 był żonaty z Ireną Lemke i miał córkę Krystynę (ur. 1938). Od 1919 do 1920 uczęszczał do Państwowego Gimnazjum Humanistycznego im. Stanisława Staszica w Pleszewie, od 1920 do 1922 do Państwowego Gimnazjum im. Bergera w Poznaniu i następnie do Państwowego Gimnazjum Humanistycznego w Wąbrzeźnie, gdzie w 1928 roku uzyskał świadectwo dojrzałości. Od 1928 do 1929 studiował na Wydziale Prawno-Ekonomicznym Uniwersytetu Poznańskiego.

### Działalność zawodowa i społeczno-polityczna
W „Gazecie Wąbrzeskiej” rozpoczął w 1929 roku pracę dziennikarską, a w roku 1931 w redakcji oddziału „Słowa Pomorskiego” w Grudziądzu. Następnie od 1932 do 1933 pracował w toruńskim „Słowie Pomorskim”, a w 1933 roku dostał pracę stałego korespondenta „Kuriera Poznańskiego” i „Orędownika” w Gdyni, gdzie przebywał do wybuchu wojny. Specjalizował się w publicystyce morskiej i stosunkach polsko-gdańskich. Wiceprezes Syndykatu Dziennikarzy Gdyńskich od 1935 do 1939. W 1929 na Pomorzu podjął pracę społeczno-polityczną w Obozie Wielkiej Polski. W 1932, kiedy organizacja została rozwiązana przez władze państwowe wszedł w skład Zarządu Wojewódzkiego Związku Młodych Narodowców na Pomorzu. Pozostał w roku 1934 przy endecji, kiedy ZMN przeszedł na drogę współpracy z sanacją. Był na Pomorzu jednym z twórców Wydziałów Młodych Stronnictwa Narodowego, a kiedy w 1935 SN zostało rozwiązane powierzono mu funkcję wiceprezesa SN w Gdyni oraz kierownika Wydziału Gospodarczego przy Zarządzie Okręgowym SN. Z ramienia stronnictwa został w 1939 wybrany radnym w radzie miejskiej Gdyni oraz pełnił funkcję przewodniczącego Klubu Narodowego partii. W zapatrywaniach politycznych był zwolennikiem linii grupy Mariana Seydy. W dniu 23 kwietnia 1939 udał się autobusem z Gdyni do Gdańska, gdzie na terenie Wolnego Miasta został aresztowany i uprowadzony w nieznanym kierunku, zaś po interwencji władz polskich został zwolniony po 17 godzinach przetrzymywania w areszcie (powodem uwięzienia miał być napisany przez dziennikarza artykuł prasowy stanowiący relację z obchodów urodzin Adolfa Hitlera, zorganizowanych w Gdańsku).

### Okres II wojny światowej
We wrześniu 1939 roku, po wkroczeniu wojsk niemieckich do Polski, Edward Piszcz wyjechał do Poznania. Należał tam do pierwszych organizatorów organizacji „Ojczyzna”, którą utworzyła we wrześniu 1939 roku grupa działaczy z księdzem Józefem Prądzyńskim. Był współtwórcą Studium Zachodniego, z którego wyłonił się później Instytut Zachodni. Pełnił funkcję Dyrektora Biura Delegatury Rządu na ziemie zachodnie oraz kierownika Wydziału do Spraw Politycznych, które zostały mu powierzone przez władze podziemia. 10 września 1941 roku w Poznaniu został przez gestapo aresztowany, osądzony otrzymując wyrok kary śmierci i 7 lipca 1942 roku stracony.